# Flugunfall der Douglas DC-3 CCCP-L946 der Aeroflot
Der Flugunfall der Douglas DC-3 der Aeroflot war der zweite von drei Flugunfällen, die sich am 5. November 1946 mit Maschinen der Aeroflot ereigneten. Sie befanden sich alle im Anflug auf den Flughafen Wnukowo und wurden wegen chaotischer Zustände bei der dortigen Flugsicherung so lange in der Luft gehalten, bis eine sichere Landung jeweils nicht mehr möglich war. Beim Absturz der Douglas DC-3/C-47B-5-DK (DC-3) CCCP-L946 starben 13 der 26 Insassen an Bord der Maschine.
23 Minuten vor dem Absturz der DC-3 war bereits die Lissunow Li-2 CCCP-L4181 zu Boden gegangen, als dritte Maschine an diesem Tag stürzte 25 Minuten nach der DC-3 die Lissunow Li-2 CCCP-L4207 ab.

## Flugzeug
Das Flugzeug war eine Douglas DC-3/C-47B-5-DK, die im Jahr 1944 gebaut und anschließend in die Sowjetunion exportiert wurde. Das Flugzeug absolvierte seinen Erstflug am 25. September 1944. Die Maschine war zunächst mit dem Kennzeichen 43-48756 für die United States Army Air Forces vorgesehen. Bei dem Flugzeugtyp C-47B handelte es sich um eine militärische Variante der Douglas DC-3. Die Douglas Aircraft Company belieferte zur damaligen Zeit bereitwillig die Sowjetunion im Rahmen des Leih- und Pachtgesetzes mit Flugzeugen, zumal diese ein Verbündeter der USA im andauernden Zweiten Weltkrieg war. Die Maschine trug die Werknummer 14572-26017 und das Luftfahrzeugkennzeichen CCCP-L946. Die C-47 wurde von zwei Doppelsternmotoren Pratt & Whitney R-1830-92 Twin Wasp mit je 1200 PS Leistung angetrieben. Bis zum Zeitpunkt des Unfalls hatte die Maschine eine kumulierte Betriebsleistung von 1675 Betriebsstunden absolviert.

## Passagiere, Besatzung und Flugplan
Mit der Douglas DC-3 CCCP-L946 sollte am 5. November 1946 ein Passagierflug vom Zentralflughafen Riga-Spilwe nach Moskau-Wnukowo durchgeführt werden. Den Flug hatten 22 Passagiere angetreten, zudem befand sich eine vierköpfige Besatzung an Bord der Maschine, bestehend aus einem Flugkapitän, einem Ersten Offizier, einem Flugingenieur und einem Bordfunker.

## Unfallhergang
In der Region Moskau herrschten seit Tagen schwierige Wetterbedingungen. Am 5. November 1946 veröffentlichte der Wetterdienst des Flughafens Wnukowo eine unzutreffende Prognose, wonach sich die Sichtbedingungen in der Region Moskau zwischen 15 und 17 Uhr verbessern sollten. Die Meldung irritierte die Besatzungen der anfliegenden Maschine. Zudem versäumte es die Flugsicherung, Maschinen zu Ausweichflughäfen in Solnetschnogorsk oder Klin umzuleiten. Dies führte dazu, dass sich zeitweise bis zu 17 Maschinen gleichzeitig im Anflug auf Wnukowo befanden. Dieser rege Flugbetrieb überforderte die Fluglotsen in Wnukowo, sie ließen viele Maschinen erst Warteschleifen fliegen, ehe sie die Freigabe zum Anflug erteilten.
Die Douglas DC-3 CCCP-L946 flog auf Anweisung der Flugsicherung etwa 2 Stunden lang Warteschleifen über Moskau. Um 18:27 Uhr näherte sich die Maschine aus einem Anflugwinkel von 110 Grad bei dichtem Nebel (Sichtweiten ca. 600 Meter, Wolkendecke 30–50 Meter). In einer Höhe von 10 bis 15 Metern, 300 bis 400 Meter nach dem Überfliegen des Funkfeuers „T“, beschloss die Besatzung einen Fehlanflug durchzuführen und erhöhte hierfür schlagartig die Motorleistung. Der Anstellwinkel der Maschine erhöhte sich, während die DC-3 an Geschwindigkeit verlor. Das Flugzeug stürzte daraufhin um 18:30 Uhr mitten auf dem Gelände des Flughafens Wnukowo ab, 600 bis 700 Meter vom Funkfeuer „T“ entfernt. Der Kapitän, der Erste Offizier, der Flugingenieur sowie 10 Passagiere wurden getötet. Der Bordfunker und die anderen 12 Passagiere wurden verletzt.

## Ursachen
Die Ursachen des Unfalls führten die Ermittler im Wesentlichen auf fünf Faktoren zurück:
- Eine unzureichend fundierte, fehlerhafte Wettervorhersage, die von den Mitarbeitern der Wetterstation Wnukowo zwischen 12 und 17 Uhr erstellt wurde. Die Wettervorhersage wurde nicht in Übereinstimmung mit den beobachteten Wetterverhältnissen erstellt und nicht rechtzeitig korrigiert, obwohl sich das Wetter nicht wie vorhergesagt besserte.
- Die Freigabe von Flügen von den Abflughäfen nach dem Ermessen der dort zuständigen Personen ohne Absprache mit dem Flughafen Wnukowo. Aufgrund dieses Umstandes lag der Flugsicherung in Wnukowo kein genauer Zeitplan für die Ankunftszeiten von Flugzeugen vor.
- Die Disziplinlosigkeit einiger Flughafenleiter an den Abflughäfen, insbesondere der des Flughafens Vilnius, welcher entgegen den Bestimmungen mindestens 30 Minuten vor Sonnenuntergang noch Flugzeuge nach Moskau abfliegen ließ. Die in Vilnius gestartete Lissunow Li-2 CCCP-L4207 war darüber hinaus mit defekten Navigationsgeräten vom Flughafen Vilnius aus gestartet. Die aufgrund dieser Umstände zahlreichen Fehlanflüge der Maschine behinderten den Flugbetrieb am Flughafen Wnukowo.
- Die schlecht organisierten Arbeitsabläufe sowohl am Flughafen Wnukowo als auch bei der Fluggesellschaft Aeroflot.
- Das orientierungslose Vorgehen der Flugsicherung am Flughafen Wnukowo, die die Versäumnisse der Abfertiger an den Abflughäfen nicht durch Umleitungen von Flügen korrigierte, sodass sich eine große Anzahl von Flugzeugen bei Einbruch der Dunkelheit im Luftraum über dem Flughafen befand.